# Gare de Tin Brahim
La gare de Tin Brahim, ou gare de Tin-Brahim, est une ancienne gare ferroviaire algérienne située dans la commune d'El Kheiter, dans la Wilaya d'El Bayadh.

## Situation ferroviaire
Établie à une altitude de 1 054,550 m, la gare est située au point kilométrique (PK) 285,900 de la ligne d'Oran à Kenadsa, où elle est précédée de l'ancienne gare de Modzbah et suivie de l'ancienne gare d'Assi El Madani.

## Histoire
La gare est mise en service le 27 septembre 1881 lors de l'ouverture de la section de Modzbah au Kreider de l'ancienne ligne à voie étroite de 1 055 mm d'Oran à Kenadsa, où elle était précédée de la gare de Modzbah et suivie de la gare d'Assi-el-Madani,,.